# Marco Vinicio Cerezo Arévalo
Marco Vinicio Cerezo Arévalo (Città del Guatemala, 26 dicembre 1942) è un politico guatemalteco.
È stato il Presidente del Guatemala dal gennaio 1986 al gennaio 1991.